# Otto Friedrich Weber
Otto Friedrich Weber (* 7. Dezember 1890 in Elberfeld; † 21. Januar 1957 in Wuppertal) war ein deutscher Kunstmaler der Verschollenen Generation.

## Leben
Otto Friedrich Weber kam als Sohn eines Schlossermeisters in Elberfeld, Kölner Straße 35 zur Welt und sollte den Handwerk des Vaters erlernen. In der Oberrealschule, die er besuchte, fiel seinem Zeichenlehrer Bernhard Müller die künstlerische Begabung des Jungen auf. Auf seine Empfehlung ließ der Vater ihn die Handwerker- und Kunstgewerbeschule Elberfeld besuchen, wo Max Bernuth sein Lehrer war. Mit seinem Freund Gert Wollheim reiste Weber durch Westfalen und ins Waldecker Land.
Erste Zeichnungen wurden vom Baron August von der Heydt, dem Vater Eduard von der Heydts angekauft, der dem angehenden Künstler auch den Besuch der Malklasse der Dresdner Akademie ermöglichte. In München wurde Weber Schüler von Hermann Urban, wo er die damals noch neue Wachsfarbentechnik erlernte.
Eine Auftragsarbeit führte Weber, der den Landschaftsmaler Edmund Steppes auf eine Reise durch Süddeutschland begleitete, bis nach Paris, wo er als einziger deutscher Künstler in den Herbstsalons von 1911 und 1913 ausstellen durfte. Er lebte mit zahlreichen Künstlern des Kubismus im Künstlerhaus La Ruche in der Passage de Dantzig und war wie sein Landsmann Arno Breker mit dem jungen Pablo Picasso befreundet.
1914 begab sich Weber nach Spanien, wo er sich weigerte, der Einberufung zum Kriegsdienst nachzukommen und am 19. Februar 1916 Maria Elisabeth Prestel (1886–1965) heiratete. Aus dieser Ehe gingen zwei Kinder hervor. In Barcelona schloss er sich der Künstlerkolonie um Robert Delaunay an, der ebenfalls den Kriegsdienst verweigert hatte und Webers Werk beeinflusste. Hier konnte Weber im Februar 1915 in der Galerie Josep Dalmau, später auch in Madrid und Toledo ausstellen; seinen Lebensunterhalt verdiente er mit dem Zeichnen von Karikaturen für die spanische Presse.
1919 kehrte Weber mit seiner Familie nach Elberfeld zurück, wo ihm die Galerie Raumkunst von Edmund Becher Ausstellungsmöglichkeiten bot. 1927 war er wieder in Paris, wo er im Auftrag der Stadt Wuppertal ein Wandbild konzipierte. Die Zeitung Le Soir bezeichnete ihn als „le plus grand peintre allemand du moment“.
Den Nazis galten viele Bilder Webers als „entartet“. 1937 wurden in der Nazi-Aktion „Entartete Kunst“ nachweislich 22 Bilder Webers aus dem Städtischen Museum Aachen, der Staatliche Gemäldegalerie Dresden, der Kunstsammlungen der Stadt Düsseldorf, der Städtischen Kunstsammlung Duisburg, der Städtischen Kunstsammlung Gelsenkirchen, dem Wallraf-Richartz-Museum Köln, dem Museum für Kunst und Kunstgewerbe Stettin und der Städtischen Bildergalerie Wuppertal-Elberfeld beschlagnahmt und vernichtet. Weber wurde mit einem Reiseverbot belegt, was ihm, der sich mehrere Monate des Jahres zu Vorstudien in mediterranen Ländern aufzuhalten pflegte, das Arbeiten fast unmöglich machte. Seine Bilder, unter anderen Die Schreitende, wurden aus den Museen entfernt. Gleichwohl unterlag er keinem Ausstellungsverbot. So nahm er 1942 mit dem Gemälde Rhythmus der Arbeit an der Frühjahrs-Ausstellung der Gesellschaft zur Förderung der Düsseldorfer bildenden Kunst teil. Beim Phosphorangriff auf Wuppertal 1943 ging ein beträchtlicher Teil seines Lebenswerks verloren. Das Kriegsende erlebte Weber in Eindhoven.
1946/1947 hatte Weber eine Ausstellung im Suermondt-Museum Aachen. Ein Spendenaufruf verschaffte dem Künstler 1956 die Gelegenheit zu einer letzten Spanienreise; kurz nach der Rückkehr verstarb er in seiner Wohnung in der Goebenstraße 20.
Otto Friedrich Weber war Mitglied der Rheinischen Sezession, der Bergischen Kunstgenossenschaft und des Düsseldorfer Malkastens. Das Wuppertaler Von der Heydt-Museum widmete ihm vom 14. September bis 12. Oktober 1958 eine Gedächtnisausstellung.

## Werke

### 1937 als „entartet“ aus öffentlichen Sammlungen beschlagnahmte und  vernichtet Werke

#### Tafelbilder
- Stillleben (Öl auf Leinwand, 60 x 80 cm)
- Damenbildnis
- Alter Mann
- In der Wirtschaft
- Fischer mit Korb
- Korb mit Früchten
- Marschlandschaft
- Die Schreitende

#### Aquarelle
- Tingel-Tangel
- Blumenstrauß
- Männerkopf
- Schiffe im Hafen
- Segelboot

#### Druckgrafiken
- Madonna
- Verstoßung
- Akt
- Zwei Akte
- Landschaft
- Kirche am Berg

#### Zeichnungen
- Spanische Frauen
- Wasserverkäuferin
- Straßenszene

### Werke in öffentlichen Sammlungen (Auswahl)
- Adam und Eva (Öl auf Leinwand, 150 × 80 cm, 1926; Museum Kunst der Verlorenen Generation, Salzburg)[8]
- Figürliches Wandbild im Katalogsaal der Stadtbibliothek Wuppertal (7 m × 1,65 m, 1928)
- Werke im Von der Heydt-Museum.